# Stenocercus humeralis
Stenocercus humeralis este o specie de șopârle din genul Stenocercus, familia Tropiduridae, descrisă de Günther 1859. Conform Catalogue of Life specia Stenocercus humeralis nu are subspecii cunoscute.